# 揚奇基費爾斯山
46°39′07″N 15°03′47″E / 46.651852°N 15.063106°E
揚奇基費爾斯山（德語：Jantschkifels），是奧地利的山峰，位於該國南部，處於克恩頓州和施泰爾馬克州接壤的邊界，屬於科拉爾佩山的一部分，海拔高度1,368米。